# 和佐範遠
和佐 範遠（わさ のりとお）は、江戸時代前期の紀州藩士。紀州竹林派の弓術家であり、通し矢の天下一。

## 生涯

### 出生
寛文3年（1663年）、和佐森右衛門実延の子として、紀伊国和佐村禰宜（現在の和歌山県和歌山市和佐）に生まれた。父実延は、紀州竹林派の佐武源大夫吉全の弓術の弟子だった。範遠も紀州竹林派吉見台右衛門経武（法名：順正）に師事し弓術を学んだが、技量が優れていたので藩より稽古料を給された。
貞享2年（1685年）11月、父は借金で問題を起こし禄を召し上げられたが、範遠は許された。

### 天下一
貞享3年（1686年）4月27日、京都三十三間堂で大矢数を試み、総矢数13,053本の内、通し矢8,133本を記録し、それまでの記録である尾張藩星野勘左衛門の通し矢8,000本を射越し（記録更新し）、天下一となった。以後この記録は以後破られることはなかった。だが、フェア・プレイの精神に欠けるところあり、射る度に少しずつ前へ進んだという。
範遠は記録達成の功績により知行300石に加増された。その後貞享5年（1688年）には綱教附の射手役となり200石を加増された。
元禄8年（1695年）には頭役並となった。この間、元禄2年（1689年）3月には師の吉見順正から印可を得た。

### 失脚
宝永6年（1709年）3月13日、安藤陳武に預けられ田辺城に幽閉された。
正徳3年（1713年）3月24日、失意のうちに、病に罹り田辺城内の長ヶ蔵で死去。享年51。遺跡は長男貞恒が継いだ。和佐家は以降も代々藩の弓術師範役となり存続した。
範遠の愛用した弓が、浄恩寺に2つ保管されている。一つは享保3年（1718年）に範遠の子が納めたもので、もう一つは範遠の250回忌を記念して子孫が納めたもので三十三間堂の通し矢に使用されたと伝わっている。

## 逸話
貞享3年（1686年）4月27日の京都三十三間堂での大矢数の際、前日暮れ六つ（午後6時）から開始したが、翌朝ごろ調子が悪くなり通し矢が少なくなった。そこに当時の天下一の記録保持者星野勘左衛門茂則が現れ、範遠の左手を小刀で切ってうっ血を治したところ調子を取り戻したという。